# Heinrich Dietz (Jurist)
Heinrich Dietz (* 15. April 1874 in Alzey; † 11. August 1946 ebenda) war ein deutscher Jurist und Generalrichter. 

## Leben
Heinrich Dietz studierte an der Ludwig-Maximilians-Universität München und der Ludwigs-Universität Gießen Rechtswissenschaft. Seit 1893 gehörte er der Münchener Burschenschaft Arminia an. Er bestand 1900 das zweite Staatsexamen und war ab 1901 Kriegsgerichtsrat in der preußischen Armee. Wenige Wochen vor dem Ende des Ersten Weltkriegs wurde er 1918 Oberkriegsgerichtsrat k. A., war nach Kriegsende von 1919 bis 1920 Herausgeber der Militärrechtlichen Blätter. Nach der Wiedereinführung der Militärgerichtsbarkeit (1934) infolge der NS-Machtübernahme war Dietz ab 1935 Oberkriegsgerichtsrat und Ministerialrat im Reichskriegsministerium. Er war Mitarbeiter im wehrpolitischen Ausschuss der NSDAP und im Wehrrechtsausschuss der Akademie für Deutsches Recht. Heinrich Dietz war in der Zeit von 1936 bis 1944 Schriftleiter der von der Akademie für Deutsches Recht herausgegebenen Zeitschrift für Wehrrecht und wurde im Jahr 1944 zum Oberstrichter z. V. und zum Generalrichter z. V. befördert.
Heinrich Dietz war seit Dezember 1920 Ehrendoktor Dr. jur. h.c. der Universität Gießen und wurde zu seinem 70. Geburtstag im Jahr 1944 mit der Goethe-Medaille für Kunst und Wissenschaft ausgezeichnet.

## Schriften (Auswahl)
- mit Werner Hülle: Die Militärstrafgerichtsordnung fur das Deutsche Reich mit Kommentar. Berlin 1935